# La Gueule du loup (film, 1981)
Pour les articles homonymes, voir La Gueule du loup.
Pour plus de détails, voir Fiche technique et Distribution.
La Gueule du loup est un film français réalisé par Michel Léviant et sorti en 1981.

## Synopsis
Jonas Monodier a pour mission la récupération du butin d'un vol dans une bijouterie de Nantes. Un vigile le blesse lors de l'opération. Pour s'enfuir il utilise une voiture au volant de laquelle il subit un grave accident. Il meurt dans la nuit qui suit, dans le service de réanimation où il a été transporté. Marie, jeune infirmière, se sent responsable de sa mort, car elle était chargée de veiller sur lui.

## Fiche technique
- Titre : La Gueule du loup
- Réalisation : Michel Léviant
- Scénario : Annick Gatine et Michel Léviant
- Photographie : Philippe Rousselot
- Musique : Benoît Charvet et Jean Schwarz
- Son : Alain Lachassagne, Claude Villand
- Assistant-réalisation : Alain Bonnot
- Montage : Kenout Peltier
- Sociétés de production : France 3 Cinéma, Top no 1, Union générale cinématographique (UGC)
- Distributeur d’origine :
- Pays d’origine :  France
- Langue : français
- Format : couleur — 1.85:1 — son monophonique — 35 mm
- Genre : Policier
- Durée : 95 minutes
- Date de sortie : France 10 novembre 1981
- Affiche : René Ferracci (France)

## Distribution
- Miou-Miou : Marie
- Paul Crauchet : le Commissaire Chailloux
- Gérard Sergue : Luc
- Anémone : Viviane
- Yveline Ailhaud : Odile
- Yves Bureau : Gaspard
- Tansou : Thomas
- Jean-Pol Dubois : Jonas Monodier
- Gérard Darier : Étienne
- André Rouyer : un inspecteur
- Jacques Monod : le commissaire
- Albert Simono : Berthelet
- Isabelle Cagnat : Nina
- Régis Outin : Antoine Monodier, le père de Jonas
- Dominique Marcas : Louise
- Jacqueline Dane : Mme Berthelet
- Ginette Garcin : Fernande
- Marcel Champel : le veilleur de nuit
- Magali Clément : la malade à l'hôpital
- Marc Eyraud : le garagiste
- Patrick Floersheim : l'inspecteur lors de la perquisition
- Alain Bonnot : l'inspecteur s'occupant de l'accident
- Gérard Dessalles : un inspecteur
- Tonie Marshall : la journaliste radio